# 白石兼斗
白石 兼斗（しらいし けんと、1993年4月26日 - ）は、日本の男性声優。山口県出身。81プロデュース所属。

## 略歴
山寺宏一に憧れて声優を目指した。2014年8月1日に行われた第8回81オーディションで特別賞を受賞し、2016年4月1日付けで81プロデュース所属。
2019年4月より始動した、サンリオによる架空のお笑い事務所「笑響芸能事務所」に所属する、サンリオ初のお笑い芸人キャラクター「Warahibi！」による『GIFT for SMILE！』でアーティストデビューし、そのコンビである「グッドバッティング青春」の春山晃一役に選ばれる。

## 人物
方言は山口弁。趣味・特技は野球観戦・モノマネ、野球。

## 出演

### テレビアニメ
2016年
- かみさまみならい ヒミツのここたま（2016年 - 2017年、青年、警備員、男性）

2017年
- 境界のRINNE（うさぎだまし神、陸上部員A、記死神、男子生徒A、お寿司屋さん 他）
- フューチャーカード バディファイトX（男子生徒B、アールボウ）
- ゼロから始める魔法の書（鹿の獣堕ち、魔術師団F、魔術師団C）
- リトルウィッチアカデミア（男性、警官、管制官）
- 弱虫ペダル シリーズ（2017年 - 2022年、奥谷、記者） - 2シリーズ
- DIVE!!（友人A）
- 縁結びの妖狐ちゃん
- 活撃 刀剣乱舞
- バチカン奇跡調査官（エリノア、観客）
- プリンセス・プリンシパル（少年兵）
- ROBOMASTERS THE ANIMATED SERIES（コウキン）
- 十二大戦（副隊長）
- URAHARA（街の男性、スクーパーズ）
- ボールルームへようこそ（観客B）
- クラシカロイド（記者）

2018年
- 働くお兄さん!（コブタ、サメ・シャチ、アメリカンショートヘア、ゲームショップの店員）
- 一人之下 羅天大醮篇（金猛）
- 三ツ星カラーズ（青年）
- ウマ娘 プリティーダービー（記者）
- メジャーセカンド（医者、対戦チーム 部員A、一塁審）
- トミカハイパーレスキュー ドライブヘッド 機動救急警察（作業員）
- ゆらぎ荘の幽奈さん（生徒）
- 七星のスバル（ギルドメンバー）
- 青春ブタ野郎はバニーガール先輩の夢を見ない（店長、警官、国語教師、生徒、記者、スタッフ）
- 中間管理録トネガワ（店員）
- メルクストーリア -無気力少年と瓶の中の少女-（カボチャおばけ）
- カードファイト!! ヴァンガード（サンダーストーム・ドラグーン）

2019年
- かぐや様は告らせたい〜天才たちの恋愛頭脳戦〜（2019年 - 2020年、男子生徒、団員） - 2シリーズ
- えんどろ〜!（塔の男）
- キラキラハッピー★ ひらけ!ここたま（チュウチュウ、男性、デスク、子分）
- 聖闘士星矢 セインティア翔（邪霊士C、邪霊士）
- フルーツバスケット（2019年 - 2020年、男子生徒、男性教師） - 2シリーズ
- ワンパンマン（デスガトリング）
- ジョジョの奇妙な冒険 黄金の風（市民B）
- 胡蝶綺 〜若き信長〜（人足）
- ダンジョンに出会いを求めるのは間違っているだろうか シリーズ（2019年 - 2025年、冒険者、ラスク） - 2シリーズ
- 戦姫絶唱シンフォギアXV（職員B）
- Fate/Grand Order -絶対魔獣戦線バビロニア-（2019年 - 2020年、オペレーター、ウルク兵士）
- 炎炎ノ消防隊（2019年 - 2020年、第7隊員、第4隊員、白装束、カロンの手下、ジョナス） - 2シリーズ
- ぼくたちは勉強ができない!（男子B）
- Fairy gone フェアリーゴーン（カルオー公軍兵士）
- ファンタシースターオンライン2 エピソード・オラクル（男性客、アークス）
- 慎重勇者〜この勇者が俺TUEEEくせに慎重すぎる〜（騎士）
- ハイスコアガールII（溝ノ口勢）
- バビロン（刑事）

2020年
- ダーウィンズゲーム（駅員、運転手）
- A3!（通行人）
- SHOW BY ROCK!! ましゅまいれっしゅ!!（楽器店 店長）
- 22/7（スタッフ、記者、ニコルの父）
- 映像研には手を出すな!（映画会社の男性、客、警備部）
- あひるの空（クラスメイト、1年4組生徒、不良）
- ソマリと森の神様（荒くれもの）
- デュエル・マスターズ シリーズ（2020年 - 2022年、U·S·A·ELEKI、鬼ヶ覇王 ジャオウガ、爆龍皇 ダイナボルト、海龍神クリスド、終来王鬼 ジャオウガ 他） - 4シリーズ
- かくしごと（先生、綿菓子屋、店員、受付、配達人 他）
- 食戟のソーマ 豪ノ皿（男子生徒B）
- アルゴナビス from BanG Dream!（男子生徒A）
- BNA ビー・エヌ・エー（リスザル、ギャング、ベアーズレフト、警備員）
- ド級編隊エグゼロス（伊達）
- とある科学の超電磁砲T（パンクス）
- ミュークルドリーミー（2020年 - 2021年、男子副部長、ガヤ生徒、パソコン部副部長） - 2シリーズ
- BORUTO-ボルト- NARUTO NEXT GENERATIONS（マルイ）
- 『ヒプノシスマイク -Division Rap Battle-』Rhyme Anima（リーダー、中継音声、同僚A、スペースコロニーA、紫電坊 他）
- キングスレイド 意志を継ぐものたち（2020年 - 2021年、ブラックエッジ男2）
- 半妖の夜叉姫（2020年 - 2022年、村人、不良、七助、侍、僧正、逆叉） - 2シリーズ

2021年
- キラッとプリ☆チャン（重役）
- 魔術士オーフェンはぐれ旅 キムラック編（衛視、オルズ、兵士、神官兵）
- 2.43 清陰高校男子バレー部（猿渡勇飛）
- アイ★チュウ（係員）
- ホリミヤ（男子高校生）
- 不滅のあなたへ（2021年 - 2023年、罪人、街の男、友人、観客、島民 他） - 2シリーズ
- 異世界魔王と召喚少女の奴隷魔術Ω（兵士、信者、白面）
- 憂国のモリアーティ（記者）
- ひげを剃る。そして女子高生を拾う。（社員）
- NOMAD メガロボクス2（田中）
- カノジョも彼女（生徒達）
- 月が導く異世界道中（宿屋）
- 100万の命の上に俺は立っている（村人）
- 86-エイティシックス-（無線の声）
- メガトン級ムサシ（オペレーター）
- サクガン（管制局員A）
- カードファイト!! ヴァンガード overDress（2021年 - 2025年、男、社員、男子生徒） - 3シリーズ

2022年
- 東京24区（南場青果、お好み焼き屋、リポーター、園長、若者 他）
- 失格紋の最強賢者（魔族A、審判）
- 平家物語（後白河の侍従）
- 処刑少女の生きる道（騎士、市民）
- 群青のファンファーレ（記者、関係者）
- 境界戦機（エリオット・ノックス）
- 魔法使い黎明期（暴虐の手下）
- アオアシ（関東総合選手）
- よふかしのうた（映画俳優）
- ちみも（学生C）
- うたわれるもの 二人の白皇（シャッホロ兵、ナコク兵）
- 異世界薬局（聖騎士）
- はたらく魔王さま!!（2022年 - 2023年、店員、伝令、八巾兵、天兵連隊） - 2シリーズ
- クールドジ男子（若者、観客）
- 忍の一時（甲賀生徒1、甲賀忍者、甲賀生徒）
- 陰の実力者になりたくて!（2022年 - 2023年、男子生徒、騎士、市民）
- SPY×FAMILY（2022年 - 2023年、〈WISE〉機関員、テニスクラブ案内人、ボールボーイ2号、映画音声、〈ガーデン〉組織員 他） - 2シリーズ
- 後宮の烏（乞伏士畢、放下郎、恵瑤の兄）

2023年
- シュガーアップル・フェアリーテイル（観衆）
- 大雪海のカイナ（アトランド兵士、バルギア兵士）
- REVENGER（配下A）
- Opus.COLORs（生徒たち）
- デッドマウント・デスプレイ（教団兵士、三纂メンバー）
- Dr.STONE NEW WORLD（VRの店員）
- 魔法少女マジカルデストロイヤーズ（男）
- ゴールデンカムイ（兵士たち）
- アリス・ギア・アイギス Expansion（夜魔無道）
- 絆のアリル（ドラゴンバニティ）
- ドラえもん（テレビ朝日版第2期）（犬）
- MIX MEISEI STORY 2ND SEASON 〜二度目の夏、空の向こうへ〜（選手）
- マイホームヒーロー（土井）
- 無職転生 II 〜異世界行ったら本気だす〜（冒険者B）
- 自動販売機に生まれ変わった俺は迷宮を彷徨う（魔道具技師B、飲食店の店主B）
- デュエル・マスターズ WIN 決闘学園編（CRYMAX ジャオウガ）
- 贄姫と獣の王（男性B）
- 葬送のフリーレン（2023年 - 2024年、町人、衛兵、神父、商人、ファルシュ 他）
- オーバーテイク!（仕事相手）
- ひきこまり吸血姫の悶々（幹部B）
- お嬢と番犬くん（担任4）
- 帰還者の魔法は特別です（新入生）
- アンデッドアンラック（2023年 - 2024年、ユニオン隊員、ショーン）
- アイドルマスター ミリオンライブ！（カメラマン、観客たち）
- 薬屋のひとりごと（男）
- 川越ボーイズ・シング（輩）
- 新しい上司はど天然（住人）
- ゾン100〜ゾンビになるまでにしたい100のこと〜（猟友会1）

2024年
- 戦国妖狐（野武士、岩人間、武士、兵、僧） - 2シリーズ
- HIGH CARD（カメレオン男、従者）
- 即死チートが最強すぎて、異世界のやつらがまるで相手にならないんですが。（白石行雄、男）
- 刀剣乱舞 廻 -虚伝 燃ゆる本能寺-（明智軍、家臣）
- WIND BREAKER
- 夜のクラゲは泳げない（記者）
- 花野井くんと恋の病（男子生徒）
- ヴァンパイア男子寮（男子生徒A）
- 忘却バッテリー（帝徳高校野球部、若者たち、大泉シニア選手、氷河高校野球部）
- ワンルーム、日当たり普通、天使つき。（男子B）
- Lv2からチートだった元勇者候補のまったり異世界ライフ（兵士）
- 神之塔 -Tower of God-（ホーン・アークラブター） - 2シリーズ
- 異世界失格（転移者）
- 俺は全てを【パリイ】する 〜逆勘違いの世界最強は冒険者になりたい〜（衛兵A、伝令、近衛隊長、十機衆A、訓練生）
- 負けヒロインが多すぎる!（男子生徒、海水浴場客、駅アナウンス、作業員、高橋）
- 烏は主を選ばない（見張り）
- 時々ボソッとロシア語でデレる隣のアーリャさん（野球部員、男子生徒）
- 貼りまわれ!こいぬ（運転手、犬C、ラジオアナウンサー、監督犬、ワン隆 他）
- 菜なれ花なれ（客、審判）
- 僕の妻は感情がない（マクラクン）
- きのこいぬ（編集者）
- 妖怪学校の先生はじめました!（2024年 - 2025年、倉橋優太）
- 百姓貴族（Nさん、農家の夫A・B、騎手、障害馬術大会スタッフC）
- 村井の恋（団子屋、受付）

2025年
- UniteUp! -Uni:Birth-（青年）
- 空色ユーティリティ（スタッフ）
- 甘神さんちの縁結び（担任）
- マジック・メイカー 〜異世界魔法の作り方〜（兵士）
- クラスの大嫌いな女子と結婚することになった。（ナンパ男B）
- ボールパークでつかまえて!（フジナミ、杉山）
- 未ル わたしのみらい（アナウンサー）
- ロックは淑女の嗜みでして（大城〈フルート〉）
- その着せ替え人形は恋をする Season 2（組員）
- ブサメンガチファイター（誠司）
- わたしが恋人になれるわけないじゃん、ムリムリ!（※ムリじゃなかった!?）（清水、ゾンビの声）

### 劇場アニメ
2010年代
- PEACE MAKER 鐵（2018年、隊士） - 2作品
- キャプテン・バル（2019年）
- バースデー・ワンダーランド（2019年、村人男）

2020年代
- Gのレコンギスタ II ベルリ 撃進（2020年、ジンジャー）
- 海辺のエトランゼ（2020年、同級生）
- BURN THE WITCH（2020年、職員、メガネ男）
- 映画 えんとつ町のプペル（2020年、町人）
- プリンセス・プリンシパル Crown Handler 第1章（2021年、執事）
- 劇場編集版 かくしごと -ひめごとはなんですか-（2021年）
- 劇場版 クドわふたー（2021年、モブA）
- Fate/Grand Order -終局特異点 冠位時間神殿ソロモン-（2021年、青年）
- 犬王（2022年）
- 大雪海のカイナ ほしのけんじゃ（2023年）
- BLOODY ESCAPE -地獄の逃走劇-（2024年、不滅騎士団員）
- 劇場版 鬼滅の刃 無限城編 第一章 猗窩座再来（2025年）

### OVA
- ストライク・ザ・ブラッド III（2018年、部下A）
- 転生したらスライムだった件（2020年、部下E） - 漫画版第15・16巻OAD付き限定版
- 機動戦士ガンダム 水星の魔女 PROLOGUE（2022年、パイロット）

### Webアニメ
2017年
- 残念女幹部ブラックジェネラルさん（ボス、ライトニングマン、戦闘員）

2018年
- ちびあいりんのゆるやかな日常
- DEVILMAN crybaby（事葉純一）
- トミカハイパーレスキュー ドライブヘッド 機動救急警察（作業員、男）
- モンスターストライク（天使兵、怨霊）

2019年
- ベイブレードバースト ガチ（弟子1）
- Warahibi!（グッド春山）
- ガンダムビルドダイバーズRe:RISE（ダイバー）
- 斉木楠雄のΨ難 Ψ始動編（警官、男性、男子生徒E、男子生徒C）

2020年
- ゼノンザード THE ANIMATION（男子生徒C）
- 攻殻機動隊 SAC_2045（顔無し）
- 日本沈没2020（難民K）

2021年
- パワフルプロ野球 パワフル高校編（審判）
- 極主夫道（ヤクザB）

2022年
- 爆丸エボリューションズ（2022年 - 2023年、ウォーリアウェール）
- 賭ケグルイ双（生徒たち）
- サイバーパンク エッジランナーズ（クラスメイト、NCPD、トラウマチーム、メイルストロム 他）

2023年
- 爆丸レジェンズ（ウォーリアウェール）
- トミカヒーローズ ジョブレイバー 特装合体ロボ（ピット）

### ゲーム
2010年代
- 新約 アルカナスレイヤー（2016年、大罪人ガルバート）
- 黎冥学園生徒会〜天魔の末裔と禁断の果実〜（2016年）
- ナイトスリンガー（2016年、ゲイルド / ライオン）
- プリンセスコネクト！Re:Dive（2019年、男性）
- デュエル・マスターズ プレイス（2019年 - 2020年、冥将ダムド、一撃必殺のホーバス、炎獣兵マグナム・ブルース、激闘するフェザー・ホーン、紅神龍メルガルス）

2020年代
- 鬼滅の刃 ヒノカミ血風譚（2021年）
- eBASEBALLパワフルプロ野球2022（2022年、青葉春人）
- 機動戦士ガンダム 鉄血のオルフェンズG（2022年、レンジー部下）
- HUNDRED LINE -最終防衛学園-（2025年、中年男性）
- プロジェクトセカイ カラフルステージ! feat. 初音ミク（2025年）

### ドラマCD
- 長屋王残照記（2016年、高市皇子）
- THE IDOLM@STER MILLION THE@TER GENERATION 05・12（2018年、男、拡声器アナウンス、警備員） - 2作品
- THE IDOLM@STER  MILLION THE@TER WAVE 11 オペラセリア・煌輝座（2020年、借金取り）
- THE IDOLM@STER SideM NEW STAGE EPISODE 12 DRAMATIC STARS（2021年、白鳥）

### 吹き替え

#### 映画
- アイガー北壁（クリスティアン・ルビ〈マルティン・シック〉）※BSテレ東版
- アダム&アダム
- アメリカン・アニマルズ（スペンサー・ラインハード〈バリー・コーガン〉）
- アンロック/陰謀のコード（バズ〈トム・リード〉[43]）
- IT/イット “それ”が見えたら、終わり。（パトリック・ホックステッター〈オーウェン・ティーグ〉[44]）
- ヴォイジャー（クリストファー〈タイ・シェリダン〉）
- X-MEN:ダーク・フェニックス（男性リポーター2[45]）
- キャンディージャー（男性学生）
- グレイハウンド（トーカー3）
- ゴーステッド Ghosted（ワグナー〈マイク・モー〉）
- この茫漠たる荒野で
- ザ・プレデター（サピア〈ニオール・マター〉[46]）
- サマリタン（レザ〈モイセス・アリアス〉）
- 猿の惑星: 聖戦記
- シャドウ・イン・クラウド（スチュ・ベッケル〈ニック・ロビンソン〉）
- 白雪姫[47]
- STUBER/ストゥーバー
- スラムドッグス（ジェームズ〈デクスター・マスランド〉[48]）
- セットアップ: ウソつきは恋のはじまり（ダンカン〈ピート・デイヴィッドソン〉）
- ディープ・インパクト セカンドクライシス (ジム〈オリバー・パーク〉)
- ナイル殺人事件(記者男1)
- バービー（チャラい学生1[49]）
- パーフェクト・ドライバー/成功確率100%の女（キム・ドゥシク 〈 ヨン・ウジン〉）
- 運び屋（メヒコ1[50]）※BSテレ東版
- ピーターラビット2/バーナバスの誘惑（ロビンソン[51]）
- ファンタスティック・ビーストとダンブルドアの秘密（ザビニ[52]）
- ブギ（リッチー〈ホルヘ・レンデボルグ・Jr〉）
- ブライト（マイキー〈ブランドン・ララキュエンテ〉）
- ブラック・ビューティー（ジョージ〈カラム・リンチ〉[53]）
- プレデター:ザ・プレイ（イッツエ〈ハーラン・カイトウェイハット〉）
- ボーダーライン: ソルジャーズ・デイ
- 炎の少女チャーリー（少年1〈ハンター・スモーリー〉）
- 魔女がいっぱい（ベルボーイ〈ケン・ヌウォス〉[54]）
- マッドマックス:フュリオサ[55]
- MEG ザ・モンスター（トシ〈マシ・オカ〉[56]）
- ワイルド・スピード（ランス〈レジー・リー〉[57]）※ザ・シネマ版
- ワイルド・スピード/ジェットブレイク[58]
- ワウンズ: 呪われたメッセージ
- 私は世界一幸運よ
- ワンダーウーマン 1984 (パーティ男)

#### ドラマ
- 宇宙人ネッドのトークショー（クロッド）
- 英国サスペンス「THE BAY 〜空白の一夜〜」（アフマド・“メッド”・カリーム巡査〈タヒーン・モダック〉[59]）
- NCIS:LA 〜極秘潜入捜査班
- オルタード・カーボン（オリジナル・コヴァッチ）
- ギフテッド 新世代X-MEN誕生
- シー・ハルク:ザ・アトーニー（リープフロッグ / ユージーン・パティリオ）
- 親愛なる白人様（ライオネル）
- ビバリーヒルズ再会白書（ザック〈タイ・ウッド〉）
- ブラックライトニング（カリル）
- ブルックリン・ナイン-ナイン（コンスタンティン）
- 浪漫ドクター キム・サブ2（ソ・ウジン[60]）

#### アニメ
- 悪魔城ドラキュラ -キャッスルヴァニア- 第2シーズン（アイザック:少年期、カーミラ兵2）
- きかんしゃトーマス（フェルナンド、エース 他）
  - きかんしゃトーマス Go!Go!地球まるごとアドベンチャー
- きかんしゃトーマス (2Dアニメ)（トビー、やっかいタンク車・紺）
- 時光代理人 -LINK CLICK-（救急隊員、学生、陳敬〈チェン・ジン〉）
- ティーン・タイタンズGO!（フリーカゾイド）
- ドラゴンズドグマ
- 2分の1の魔法（魔法使いの弟子[61]）
- ボス・ベイビー ファミリー・ミッション（ホーキング博士[62]）
- マイロ・マーフィーの法則（ブラッドリー）
- マスターオブスキル For the GLORY（張林[63]）
- ミッシング・リンク 英国紳士と秘密の相棒（コリック[64]）
- 弱虫スクービーの大冒険

### ボイスオーバー
- 世界ふれあい街歩き ヘルシンキ編
- 先人たちの底力 知恵泉 高杉晋作
- トーマスとなかまたち：SDGs出発進行[65]
- にっぽん!歴史鑑定

### ラジオドラマ
- 飛べ!京浜ドラキュラ 〜2016〜（勝田力也）

### オーディオブック
- 友人キャラは大変ですか? 第1巻・第2巻（2019年 - 2022年、朗読、小林一郎[66][67]）
- 口笛吹いて（2019年、朗読[68]）
- カカシの夏休み（2019年、朗読[68]）
- 果つる底なき（2019年、朗読[68]）
- かばん屋の相続（2019年、朗読[68]）
- 保育園義務教育化（2020年、朗読[68]）
- 線は、僕を描く（2020年、朗読[68]）
- 蒼のファンファーレ（2020年[69][68]）
- 芸人ディスティネーション 第2巻（2020年、森町尚樹[70]）
- 明け方の若者たち（2020年、朗読[68]）
- 董白伝〜魔王令嬢から始める三国志〜（2021年、朗読、城川ささね[71]）
- 死に戻り、全てを救うために最強へと至る（2021年、イェレミアス ほか[72]）
- 境界知能とグレーゾーンの子どもたちシリーズ 第1巻・第2巻（2021年、朗読）
- 犬と魔法のファンタジー（2021年、ルター、イディア ほか[73]）
- 月とライカと吸血姫 第3巻・第4巻（2021年、アーロン・ファイフィールド（3巻）[74]、スティーヴ・ハワード（4巻）[75] ほか）
- 公務員、中田忍の悪徳（2024年、若月徹平[76]）

### デジタルコミック
- 『リッチ警官 キャッシュ!』デジタルコミック（2020年、犯人[77]）
- キメラプロジェクト:ゼロ（2024年、生徒B[78]）

### その他コンテンツ
- ChroNoiR Episode.0　ショートアニメ (2023年、呪術師)
- ゴー!ゴー!キッチン戦隊クックルン（2023年 - 2024年、ハグ、チグ、チグハグ）

## ディスコグラフィ

### キャラクターソング
| 発売日        | 商品名          | 歌             | 楽曲                     | 備考                      |
| ------------- | --------------- | -------------- | ------------------------ | ------------------------- |
| 2020年2月14日 | GIFT for SMILE! | Team Warahibi! | 「GIFT for SMILE!」      | 『Warahibi!』メインテーマ |
| 2020年2月14日 | GIFT for SMILE! | Team Warahibi! | 「ネガポジコントラスト」 | 『Warahibi!』関連曲       |

### シリーズ一覧
1. ↑  第3期『NEW GENERATION』（2017年）、第5期『LIMIT BREAK』（2022年）
2. ↑  第1期（2019年）、第2期『かぐや様は告らせたい？〜天才たちの恋愛頭脳戦〜』（2020年）
3. ↑  第1期『1st season』（2019年）、第2期『2nd season』（2020年）
4. ↑  第2期『II』（2019年）、第5期『V 豊穣の女神篇』（2024年 - 2025年）
5. ↑  第1期（2019年）、第2期『弐ノ章』（2020年）
6. ↑  【デュエル・マスターズ（2017年版）】

第3期『デュエル・マスターズ!!』（2020年）

【デュエル・マスターズ キング】

第1期（2020年 - 2021年）、第2期『キング！』（2021年 - 2022年）、第3期『キングMAX』（2022年）
7. ↑  第1期（2020年）、第2期『みっくす！』（2021年）
8. ↑  壱の章（2020年 - 2021年）、弐の章（2021年 - 2022年）
9. ↑  第1シリーズ（2021年）、第2シリーズ（2022年 - 2023年）
10. ↑  Season2（2021年）、続編『will+Dress』Season1（2022年）、続編『Divinez』デラックス編（2025年）
11. ↑  1st Season（2022年）、2nd Season（2023年）
12. ↑  Season 1:第2クール（2022年）、Season 2（2023年）
13. ↑  第一部『世直し姉弟編』（2024年）、第二部『千魔混沌編』（2024年）
14. ↑  第2期『王子の帰還』（2024年）、第2期『工房戦』（2024年）

### ユニットメンバー
1. ↑  あさやけレンジャーズ［小峰純（坂田将吾）、福士遥（草野太一）］、グラシッククラシック［（関崎秀治（阿諏訪泰義）、浅宮輔（金子学）］、ま・み・む・メルシーズ［石井奇跡（沢城千春）、YU（橘龍丸）］、まるおみすみ［まる（堀江瞬）、三角隆（帆世雄一）］、グッドバッティング青春［グッド春山（白石兼斗）、バッティング海人（駒田航）］、ハピネスコマンダー［紀月照（小林大紀）、紀月明（植木慎英）］